# Pliocrocuta
Genre
Pliocrocuta est un genre éteint de carnivores terrestres de la famille des Hyaenidae, qui vivait du milieu du Pliocène au milieu du Pléistocène, entre -3,2 millions d'années et -500 000 ans. 